# Rita Di Lernia
Rita Di Lernia (Riccione, 28 aprile 1943) è un'attrice e doppiatrice italiana.

## Biografia
Si diploma all'Accademia nazionale d'arte drammatica a Roma nel 1962, e inizia subito l'attività in campo teatrale, lavorando nel corso degli anni con i teatri Stabili di Genova, Torino e Milano e per la televisione.
Come attrice cinematografica, ha iniziato la carriera nel 1966 e si è ritirata nel 2002. Ha fatto parte del cast di una decina di film con ruoli di rilievo, tra i quali Il mostro accanto a Roberto Benigni e Nicoletta Braschi e in Ciao nì!, nella parte della madre di Renato Zero.
Come doppiatrice ha prestato la voce a Marie Laforêt in L'avaro e a Fanny Ardant nel film Bolero di Claude Lelouch. È stata direttrice della Scuola Teatro 23 insieme a Lorenza Biella e Riccardo Cavallo; nella stessa scuola era insegnante di educazione vocale e della parola, e ha avuto tra i suoi allievi Monica Bellucci, Claudia Koll e Neri Marcorè. Si è ritirata nel 2015 dopo essere stata colpita dalla malattia di Alzheimer.

### Vita privata
È sposata con l'attore e doppiatore Pietro Biondi.

## Filmografia

### Cinema
- Una cavalla tutta nuda, regia di Franco Rossetti (1972)
- Bella, ricca, lieve difetto fisico, cerca anima gemella, regia di Nando Cicero (1973)
- Primo tango a Roma - Storia d'amore e d'alchimia, regia di Lorenzo Gicca Palli (1973)
- La pazienza ha un limite... noi no!, regia di Franco Ciferri (1974)
- Vieni, vieni amore mio, regia di Vittorio Caprioli (1975)
- La pupa del gangster, regia di Giorgio Capitani (1975)
- Quel movimento che mi piace tanto, regia di Franco Rossetti (1976)
- La soldatessa alle grandi manovre, regia di Nando Cicero (1978)
- Ciao nì!, regia di Paolo Poeti (1979)
- Il mostro, regia di Roberto Benigni (1994)

### Televisione
- Quinta colonna, regia di Vittorio Cottafavi – miniserie TV (1966)
- Il mistero della Natività - Laudi drammatiche dei secoli XIII e XIV, regia di Orazio Costa Giovangigli – miniserie TV (1966)
- Il balordo, regia di Pino Passalacqua – miniserie TV (1978)
- A grande richiesta, regia di Leonardo Valente – miniserie TV (1981)
- Adua, regia di Dante Guardamagna – miniserie TV (1981)
- Il rumore dei ricordi, regia di Paolo Poeti – miniserie TV (2000)
- Ma il portiere non c'è mai? – serie TV (2002)

## Doppiaggio

### Cinema
- Whoopi Goldberg in La lunga strada verso casa
- Erika Blanc in Bella, ricca, lieve difetto fisico, cerca anima gemella
- Ursula Reit in Willy Wonka e la fabbrica di cioccolato (ridoppiaggio)
- Marie Laforêt in L'avaro
- Fanny Ardant in Bolero
- Sarah Badel in Mai senza mia figlia!
- Joan Sanderson in Giallo in casa Muppet

### Televisione
- Mimsy Farmer in La bella Otero
- Glória Menezes in Torre di Babele
- Marilyn Alex e Michelle Davison in Beautiful
- Yolanda Mérida in Anche i ricchi piangono
- Úrsula Prats in Cuore di pietra (1ª voce)
- Ruddy Rodríguez in Il magnate
- María Rubio in Mariana, il diritto di nascere
- Anne Seymour in General Hospital
- Mary Stuart in Aspettando il domani (2ª voce)
- Ilka Soares in Vite rubate

### Cartoni animati
- Elias in Gordian